# Cristal (Rio Grande do Sul)
Cristal é um município brasileiro do estado do Rio Grande do Sul.

## História
Mesmo tendo sido emancipado em 1988, desmembrado de Camaquã, a região tem importância histórica no Rio Grande do Sul, principalmente no que tange aos cenários da Revolução Farroupilha e foi palco de batalha conhecida como batalha do Passo do Mendonça em 1923 na Revolução Assisista. Ali está o Parque Histórico General Bento Gonçalves, com um museu, que anteriormente era a casa deste revolucionário.

## Geografia
Localiza-se a uma latitude 30º59'59" sul e a uma longitude 52º02'54" oeste, estando a uma altitude de 70 metros.
Possui uma área de 681,14 km² e sua população estimada em 2004 era de 7.980 habitantes.
É um município às margens do rio Camaquã, no extremo sul do Brasil.